# Eren
Eren là một tên tiếng Thổ Nhĩ Kỳ mà trong tiếng Thổ Nhĩ Kỳ ngày nay có nghĩa là "Thánh". Theo Mahmud al-Kashgari, nó là số nhiều của từ "er" với hậu tố số nhiều "-an".

## Tên
- Ali Eren Beşerler (sinh năm 1975), cầu thủ bóng đá người Thổ Nhĩ Kỳ
- Ali Eren Demirezen (sinh năm 1990), võ sĩ nghiệp dư người Thổ Nhĩ Kỳ
- Ali Eren İyican (sinh năm 1999), cầu thủ bóng đá người Thổ Nhĩ Kỳ
- Eren Albayrak (sinh năm 1991), cầu thủ bóng đá Thổ Nhĩ Kỳ
- Eren Aydın (sinh năm 1982), cầu thủ bóng đá Thổ Nhĩ Kỳ
- Eren Beyaz (sinh năm 1985), cầu thủ bóng rổ người Thổ Nhĩ Kỳ
- Eren Bilen (sinh năm 2000), cầu thủ bóng đá Thổ Nhĩ Kỳ
- Eren Bülbül (2002–2017), nạn nhân một ám sát người Thổ Nhĩ Kỳ
- Eren Derdiyok (sinh năm 1988), cầu thủ bóng đá Thụy Sĩ
- Eren Dinkçi (sinh năm 2001), cầu thủ bóng đá người Đức gốc Thổ Nhĩ Kỳ
- Eren Erdem (sinh năm 1986), chính trị gia người Thổ Nhĩ Kỳ
- Eren Güngör (sinh năm 1988), cầu thủ bóng đá Thổ Nhĩ Kỳ
- Eren Keles (sinh năm 1994), cầu thủ bóng đá người Áo-Thổ Nhĩ Kỳ
- Eren Kinali (sinh năm 2000), cầu thủ bóng đá người Anh
- Eren Keskin (sinh năm 1959), nhà hoạt động nhân người quyền Thổ Nhĩ Kỳ
- Eren Özen (sinh năm 1983), cầu thủ bóng đá người Thổ Nhĩ Kỳ
- Eren Ozker (1948–1993), nghệ sĩ múa rối người Mỹ
- Eren Ozmen (sinh k. 1958 ), nữ doanh nhân người Mỹ gốc Thổ Nhĩ Kỳ
- Eren Şen (sinh năm 1984), cầu thủ bóng đá người Đức gốc Thổ Nhĩ Kỳ
- Eren Taşkin (sinh năm 1992), cầu thủ bóng đá người Đức
- Eren Tozlu (sinh năm 1990), cầu thủ bóng đá Thổ Nhĩ Kỳ
- Evren Eren Elmalı (sinh năm 2000), cầu thủ bóng đá Thổ Nhĩ Kỳ
- Muhammed Eren Kıryolcu (sinh năm 2003), cầu thủ bóng đá Thổ Nhĩ Kỳ

## Họ
- Ali Eren Balıkel (sinh năm 1979), chủ nhà hàng người Thổ Nhĩ Kỳ
- Efkan Eren (sinh năm 1989), cầu thủ bóng rổ người Thổ Nhĩ Kỳ
- Emrah Eren (sinh năm 1978), cầu thủ bóng đá người Thổ Nhĩ Kỳ
- Erdal Eren (1964–1980), nạn nhân bị hành quyết người Thổ Nhĩ Kỳ
- Hasan Eren (1919–2007), nhà ngôn ngữ học người Thổ Nhĩ Kỳ
- Hasibe Eren (sinh năm 1975), nữ diễn viên Thổ Nhĩ Kỳ
- İbrahim Eren (sinh năm 1980), quan chức Thổ Nhĩ Kỳ
- John Eren (sinh năm 1964), chính trị gia người Úc
- Mehmet Eren Boyraz (sinh năm 1981), cầu thủ bóng đá người Thổ Nhĩ Kỳ
- Semra Eren-Nijhar (sinh năm 1967), nhà văn Đức gốc Thổ Nhĩ Kỳ
- Tayfun Eren (sinh năm 1959), chính trị gia người Úc
- Halil İbrahim Eren (sinh năm 1956), cầu thủ bóng đá người Thổ Nhĩ Kỳ